# Les Fenêtres (Delaunay)
Pour les articles homonymes, voir Les Fenêtres.
Les Fenêtres est une série de tableaux réalisés entre 1912 et 1913 par le peintre français Robert Delaunay.

## Développement du projet
Delaunay avait commencé à présenter des toiles de nature impressionniste à partir de 1904 au Salon des indépendants, toiles où la couleur avait déjà une importance centrale. Il s'enrichit ensuite de l’ouvrage scientifique de Chevreul sur les couleurs, de l’œuvre de Seurat, puis de celle de Cézanne, qu'il découvre en 1907 lors d'une rétrospective qui lui est consacrée.
En 1910, Vassili Kandinsky peint la première peinture entièrement abstraite, nommée Aquarelle abstraite, qui provoque un tollé dans les milieux artistiques. Il ajoute à cette œuvre son livre Du spirituel dans l'art, qui se veut le manifeste de l'art abstrait, et que Delaunay lit avec attention, avec l'aide de Sonia Delaunay qui le lui traduit de l'allemand. Il entre par ailleurs en correspondance avec Kandinsky, ainsi qu'avec Paul Klee. Depuis un certain temps, la peinture moderne tend vers l'abstraction, et Guillaume Apollinaire diagnostique en 1912 la naissance d'un nouvel art pictural : « Les peintres nouveaux peignent des tableaux où il n'y a plus de sujet véritable ».
À cette époque, Delaunay fait également de nombreuses recherches sur les couleurs et plus précisément sur la loi du contraste simultané des couleurs. Avec Sonia Delaunay, il crée le simultanéisme, une technique qui vise à trouver l'harmonie picturale grâce à l'agencement simultané des couleurs, et qui se concentre essentiellement sur le rôle de la lumière, qui est perçue comme principe créateur originel.

## Analyse

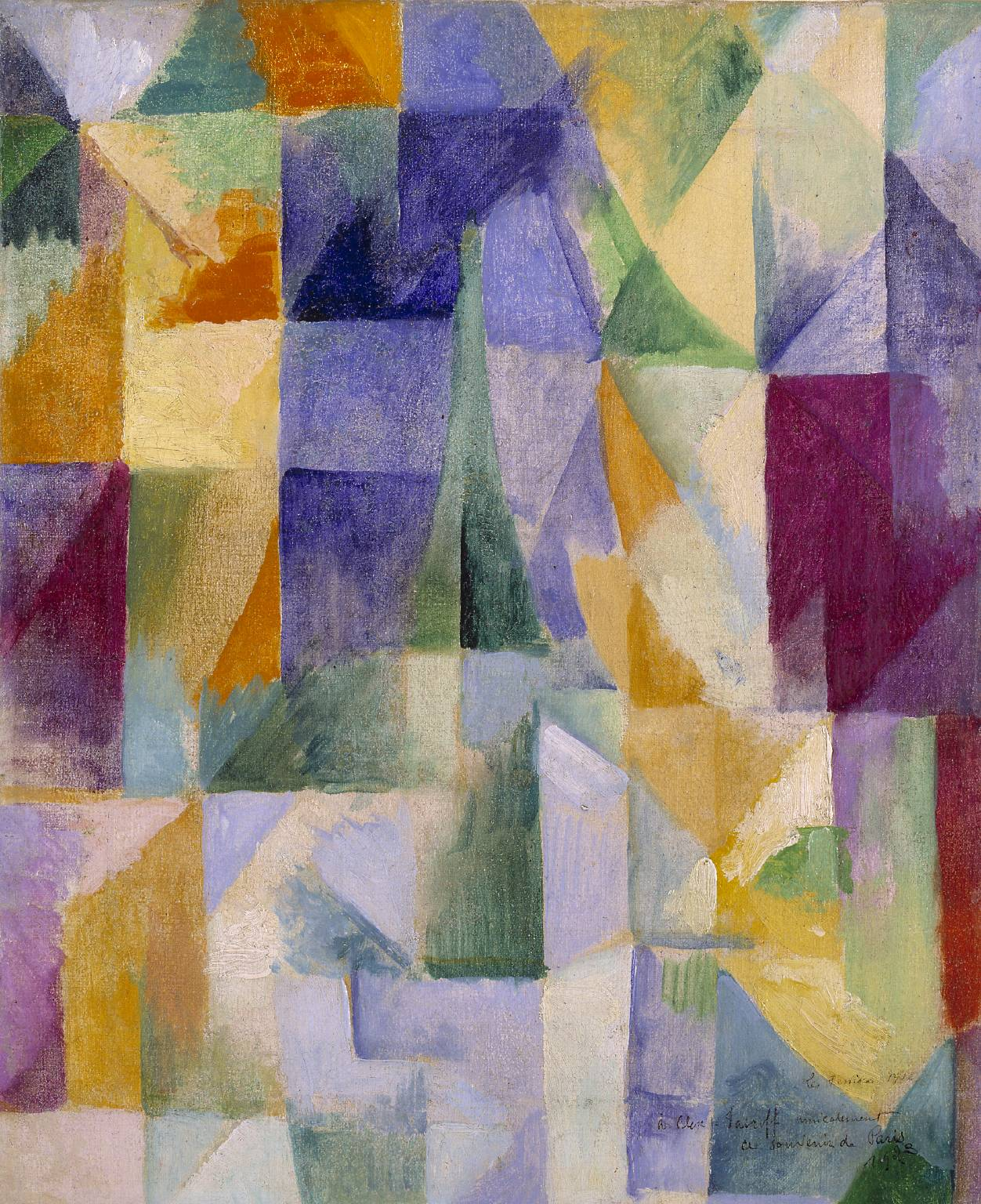
Fenêtres ouvertes simultanément (1912), Tate Gallery, Londres

Les Fenêtres prennent donc pour point de départ la représentation de la lumière et la dynamique des couleurs. Même si ces tableaux représentent une réalité extérieure, ils sont pourtant considérés comme étant abstraits, car l'objet a perdu son importance. Contrairement à Kandinsky, Delaunay ne trouve pas ses tableaux en faisant une prospection intérieure, mais en observant directement la nature, comme il l'explique dans une Lettre à August Macke, datée de 1912 : « Une chose indispensable pour moi, c'est l'observation directe, dans la nature, de son essence lumineuse. Je ne dis pas précisément avec une palette à la main (quoique je ne sois pas contraire aux notes prises d'après la nature immédiate, je travaille beaucoup d'après nature: comme on appelle ça vulgairement: devant le sujet). Mais où j'attache une grande importance, c'est à l'observation du mouvement des couleurs. C'est seulement ainsi que j'ai trouvé les lois des contrastes complémentaires et simultanés des couleurs qui nourrissent le rythme même de la vision. Là je trouve l'essence représentative - qui ne naît pas d'un système ou d'une théorie a priori. », En refusant tout système a priori, il s'éloigne des « cérébralités » d'un Malévitch ou d'un Mondrian.
Pourtant, à l'époque, Delaunay est considéré comme cubiste, et sa peinture peut donc être vue comme telle. Delaunay propose ici une issue au cubisme, qui d'habitude se concentre sur la fragmentation perceptive et ne produit qu'une peinture en camaïeux éteints : il provoque avec l'agencement de couleurs une sensation de rythme, et les plans colorés se succèdent en aplats brillants et colorés, ce qui donne une sensation cadencée. Delaunay aimera d'ailleurs à cette époque se considérer comme « l'hérésiarque du cubisme ».
Plutôt que de parler de peinture abstraite, Delaunay préfère le terme d'« inobjectif », tandis que le poète Guillaume Apollinaire parle de « peinture pure ». La pureté de la lumière ne se définit alors pas par rapport au réel mais représente un déplacement de la source d'inspiration du peintre vers la source elle-même de la peinture (ce qui a pour équivalence la recherche pure des sonorités dans un poème). Apollinaire écrit dans la revue Chroniques d'art : « Delaunay inventait dans le silence un art de la peinture pure. On s'achemine ainsi vers un art entièrement nouveau qui sera à la peinture [...] ce que la musique est à la poésie. Ce sera de la peinture pure ».

## Influence et postérité
Cette série de toiles inspire le poète Guillaume Apollinaire, ami proche de Delaunay, pour son poème également nommé Les Fenêtres, paru dans le recueil Calligrammes. Dans ce poème, Apollinaire va tenter de créer une simultanéité entre les mots, comme le fait Delaunay avec les couleurs. Le peintre recherche l'essence originelle de la couleur, le poète cherche l'essence originelle des mots.

## Toiles de la série
- Les Fenêtres, huile sur toile, 35 × 91 cm, Philadelphia Museum of Art
- Les Fenêtres sur la ville, huile sur toile, 53 × 207 cm, Museum Folkwang, Essen
- La Fenêtre, huile sur toile, 45,8 × 37,5 cm, Musée de Grenoble[7]
- Les Fenêtres simultanées sur la ville, huile sur toile, 46 × 40 cm, Hamburger Kunsthalle
- Fenêtres ouvertes simultanément, huile sur toile, 46 × 37,5 cm, Tate Gallery, Londres
- Les Fenêtres sur la ville (Première partie, Deuxième motif), huile sur carton, 39 × 29,6 cm, collection Sonia Delaunay, Paris
- Une fenêtre, huile sur toile, 110 × 90 cm, Centre national d'art et de culture Georges-Pompidou, Paris

## Annexe